# پیامدهای ناخواسته

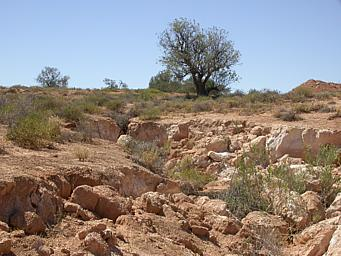
فرسایش در استرالیا ناشی از وجود خرگوش‌ها. رهاسازی خرگوش‌ها در استرالیا به منظور شکار پیامدهای ناخواستهٔ بوم شناسانه داشته‌است.

پیامدهای ناخواسته، پیامدهای پیش‌بینی‌نشده یا عواقب ناخواسته در علوم اجتماعی پیشامدهایی هستند که بر اثر انجام کاری رخ می‌دهد که هدف اصلی از انجام آن کار نبوده است. به عبارت دیگر پیامدهای ناخواسته نتایج یا برآیندهای غیرهدفمند یک کار است. این اصطلاح در قرن بیستم به دست رابرت مرتون جامعه‌شناس آمریکایی گسترده شد.

## تاریخچه

### جان لاک
ایدهٔ پیامدهای ناخواسته حتی به دوران جان لاک بازمی‌گردد. او در نامه‌ای به جان سامرز، عضو پارلمان، دربارهٔ پیامدهای ناخواستهٔ مقررات‌گذاری نرخ بهره بحث کرده است.

### آدام اسمیت
همچنین آدام اسمیت، اندیشمند دوران روشنگری اسکاتلند، این ایده را در چارچوب نظریهٔ پیامدگرایی (قضاوت بر اساس نتایج) مورد بحث قرار گرفته است. نظریهٔ «دست نامرئی» نمونه‌ای از پیامدهای ناخواستهٔ اقدام بازیگران بر اساس منافع شخصی‌شان است. اندرو اس. اسکینر این ایده را این گونه بیان می‌کند:
«کارآفرین در تلاش برای تخصیص بهینهٔ منابع به بهره‌وری کلی اقتصادی کمک می‌کند؛ واکنش بازرگان به سیگنال‌های قیمتی کمک می‌کند تا تخصیص منابع به‌درستی بازتاب‌دهندهٔ ساختار ترجیحات مصرف‌کنندگان باشد؛ و میل به بهبود وضعیت خودمان، به رشد اقتصادی کمک می‌کند.»

## گونه‌های پیامدهای ناخواسته
پیامدهای ناخواسته را می‌توان به‌طور سردستی به سه دسته گروه‌بندی کرد:
- فایده ناخواسته: فایده‌ای مثبت و غیرمنتظره (عموماً به شانس، نیک‌یابی یا بادآورده تعبیر می‌شود)
- زیان ناخواسته: یک ضرر منفی و غیرمنتظره که علاوه بر اثر مطلوب سیاست رخ می‌دهد (مثلاً وقتی طرح‌های آبیاری برای مردم آب کشاورزی فراهم می‌کند، ممکن است امراض منتقل شده توسط آب که اثرات زیانبار بهداشتی دارند مثل تب حلزون افزایش یابند)
- نتیجه انحرافی: نتیجهٔ معکوس یا منحرف متضاد با آنچه از اول قصد آن وجود داشته‌است (وقتی یک راه‌حل مشکل را بدتر می‌کند). برای نمونه دولت بریتانیا که در مورد افزایش تعداد مارهای سمی در شهر دهلی نگران شده بود برای کشتن مارهای کبرا جایزه قرار داده که مشوقی انحرافی برای مردم ایجاد کرد تا به پرورش کبرا بپردازند. پس از مدتی دولت که به این ماجرا پی برده بود به اجرای برنامه پایان داد و پرورش‌دهندگان مارهای کبرا، مارهای پرورش‌یافته را که اکنون بی‌ارزش شده بودند رها کرده و در نتیجه تعداد مارهای کبرا بیش از پیش شد. به همین دلیل این اثر، اثر کبرا نامیده شده‌است.

در پزشکی، بیشتر داروها پیامدهای ناخواسته مرتبط با با مصرف این داروها دارند که به آن «عوارض جانبی» می‌گویند. با این حال، فوایدی را نیز دارا می‌باشند. برای نمونه آسپرین، یک داروی تسکین‌دهنده ضد درد است، همچنین خاصیت ضد انعقادی نیز دارد که می‌تواند به جلوگیری از حمله قلبی کمک کند و شدت یا آسیب ناشی از سکته‌های ترومبوتیک را کاهش دهد.